# بيتاترون

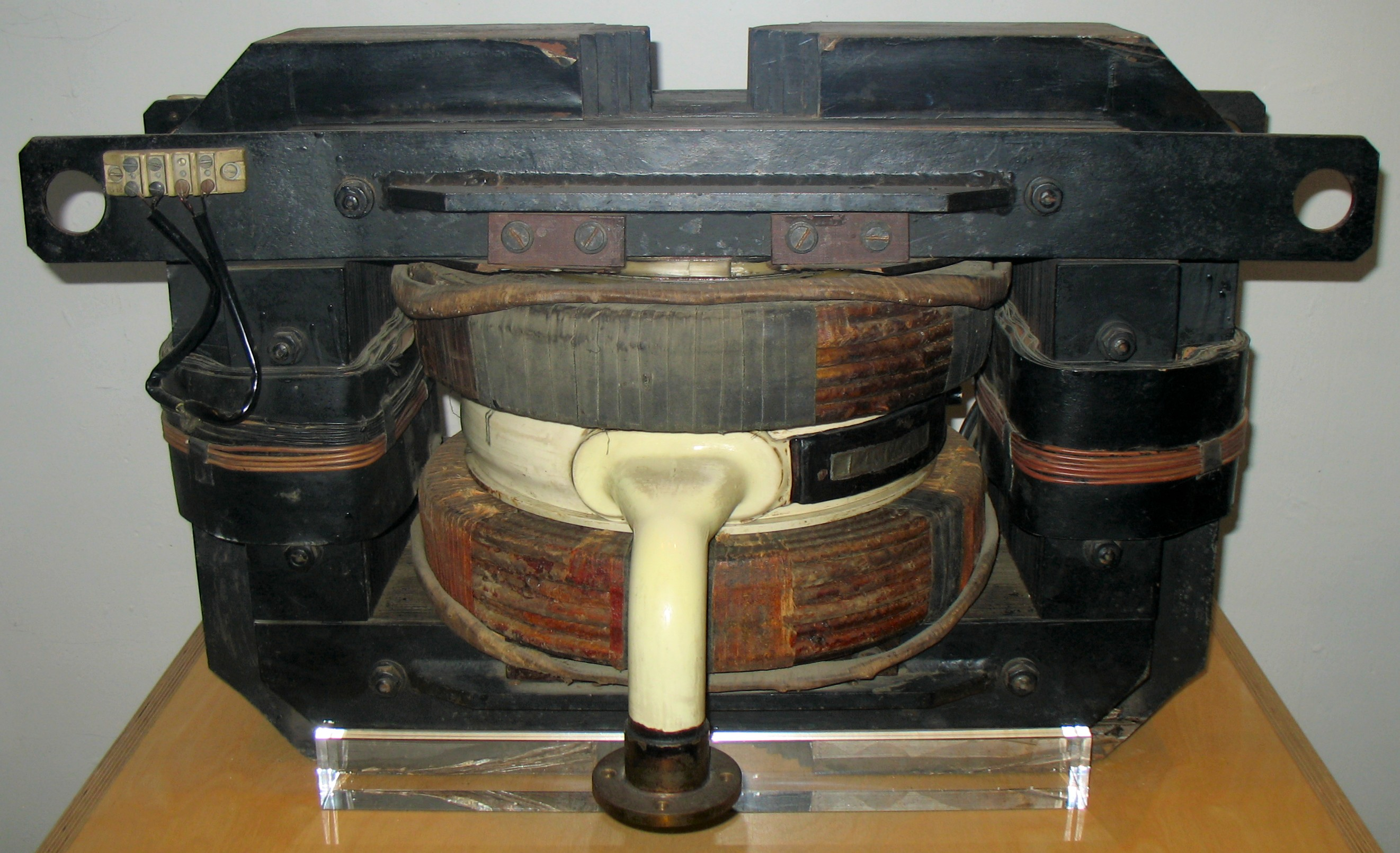

بيتاترون هو سيكلوترون طوره دونالد كيرست في جامعة إلينوي سنة 1940 لتسريع الإلكترونات، وإن كانت تلك الفكرة نبعت من رالف ويدرو ونماها قبل ذلك ماكس ستينبك في الثلاثينات. والبيتاترون أساسا هو محول ذو أنبوب ناتئ مفرغ من الهواء على شكل لفائف ثانوية. فالتيار المتردد في الملفات الأساسية يسارع الالكترونات في الفراغ حول طريق دائري. ويعتبر البيتاترون أول آلة مهمة لإنتاج إلكترونات ذات طاقة عالية.

## كيفية العمل
الحقل المغناطيسي في البيتاترون يجعل الإلكترونات المحقونة تدور دورانا مغزليا ويسارعها في الوسط حيث هناك أنبوب مفرغ دائري الشكل ليغير المجال المغناطيسي وينتج حقل كهربائي الدائرة المفرغة.
معادلة المدار المستقر للإلكترون تكون:
{\displaystyle \theta _{0}=2\pi r_{0}^{2}H_{0}}
حيث
{\displaystyle \theta _{0}} هو الدفق لمدار في نصف القطر {\displaystyle r_{0}}
{\displaystyle H_{0}} هو المجال المغناطيسي عند {\displaystyle r_{0}}
بمعنى آخر، يجب أن يكون المجال المغناطيسي في المدار نصف معدل المجال المغناطيسي حول المقطع العرضي الدائري.

## أصل الكلمة
اختير اسم «بيتاترون» (في إشارة إلى جسيمات بيتا أوإلكترون سريع) خلال مسابقة إدارية. ومن المقترحات الأخرى روترون وإندكترون وحتى الكلمة الألمانية "Ausserordentlichhochgeschwindigkeitelektronenentwickelndenschwerarbeitsbeigollitron" والتي تعني: جوليترون انتج الكترون ذو سرعة عالية غير اعتيادية.

## التطبيقات
كان البيتاترون يستخدم في تجارب فيزياء الجسيمات لتوفير حزم الكترونات عالية الطاقة تصل حتى 300 إلكترون فولت. فإذا تم توجيه شعاع الإلكترون على لوحة معدنية فإنه يستخدم كمصدر منشط للأشعة السينية أو أشعة غاما، حيث يمكن استخدام تلك الأشعاعات في التطبيقات الصناعية والطبية (تاريخيا في علاج الأورام بالإشعاع). كما استخدمت نسخة مصغرة من البيتاترون لتحويل الإلكترونات إلى نيوترونات كهدف لتجهيز التلقيم الفوري عند بعض الأسلحة النووية.
مركز الإشعاع وهو أول مركز طبي خاص لعلاج مرضى السرطان عن طريق البيتاترون، وافتتحه الدكتور آرثر ستينون، في إحدى ضواحي مدينة ماديسون بولاية ويسكنسن أواخر الخمسينات.

## القيود
تتحدد طاقة البيتاترون التي يستطيع نقلها على قوة المجال المغناطيسي نتيجة لتشبع الحديد والحجم العملي للقلب المغناطيسي. لذا فالجيل القادم من المسرعات، سيتغلب السيكلوترون على هذه القيود.

## وصلات خارجية
- Kerst, D. W. "Electronic Orbits in the Induction Accelerator." Phys. Rev. 60, 53–58 (1941).
- Kerst, D. W. "The Acceleration of Electrons by Magnetic Induction." Phys. Rev. 60, 47-53 (1941).
- Kerst, D. W. "The Acceleration of Electrons by Magnetic Induction." Phys. Rev. 58, 841 (1940).
- The Betatron at UIUC